# Ove Alström
Ove Edvard Ahlström, född 8 januari 1927 i Norrköpings Sankt Olai församling, Östergötlands län, död 7 december 1988 i Boda glasbruk, Algutsboda församling, Kalmar län, var en svensk fotograf. 
Under 1960- och 1970-talet var han verksam som jazz- och musikfotograf, bland annat i Orkesterjournalen. Bland hans mest uppmärksammade verk finns fotografier med anknytning till jazz, bland annat samlade i boken Portrait of my pals. Han var också stillbildsfotograf vid flera av Jan Troells filminspelningar.

## Filmografi
Enligt Svensk Filmdatabas:
Stillbildsfoto
- 1969 – Made in Sweden
- 1971 – Utvandrarna
- 1972 – Nybyggarna
- 1977 – Bang!
- 1982 – Ingenjör Andrées luftfärd

Roller
- 1970 – Mera ur Kärlekens språk

## Teater

### Scenografi
| År   | Produktion | Upphovsmän           | Regi           | Teater                                  |
| ---- | ---------- | -------------------- | -------------- | --------------------------------------- |
| 1965 | Offret     | Lennart F. Johansson | Göran Graffman | Stockholms stadsteater på Lilla Teatern |